# Information nutritionnelle

Un exemple de tableau de valeurs nutritives aux États-Unis

L'information nutritionnelle est une information au consommateur concernant la quantité des nutriments (glucides, lipides, protéines, vitamines et minéraux) présents dans un produit alimentaire. Elle figure sur les étiquettes de produits alimentaires préemballés, notamment en Amérique du Nord (États-Unis, Canada, Mexique) et dans les pays de l'Union européenne.
C'est un des éléments de l'étiquetage en général, son indication n'est pas obligatoire dans tous les pays.
Son but est de permettre une comparaison entre produits et par conséquent de renseigner le consommateur sur le choix de son alimentation. Cet étiquetage participe à la politique de santé publique des gouvernements.

## Énergie
L'énergie est exprimée en kilojoules (kJ), unité du SI (Système international).

On rencontre également la kilocalorie (kcal) ; le facteur de conversion est le suivant : 1 cal vaut 4,18 J .

(Parfois on utilise encore, surtout dans les pays anglo-saxons, la Calorie, dite « grande calorie » ou « calorie diététique », notée Cal, avec une majuscule, qui vaut une kilocalorie.)

## Macro-nutriments
Les macro-nutriments sont ceux dont l'organisme a besoin en grande quantité :
- glucides anciennement dénommés hydrates de carbone
- lipides (graisses)
- protéines (protides)

## Micro-nutriments
Les micro-nutriments sont ceux dont l'organisme a besoin en faible quantité :
- vitamines
- minéraux aussi appelés oligo-éléments

## Base de calcul des besoins nutritionnels
Les besoins nutritionnels de référence sont valables pour un homme adulte et sont issus de travaux scientifiques, mais ils peuvent être différents, entre les États-Unis et l'Union européenne par exemple. Ils ne recouvrent pas exactement la notion d'apports nutritionnels conseillés qui varient suivant l'âge et le sexe. Pour l'étiquetage, on simplifie en ne donnant qu'une seule valeur de référence.
Les repères nutritionnels journaliers sont des valeurs définies pour l'énergie et les principaux nutriments par un consortium de grandes entreprises du secteur agroalimentaire,.
Les AJR (apports journaliers recommandés) sont utilisés comme valeurs de référence pour les vitamines et les minéraux dans l'Union européenne.

## Exactitude relative
Les informations nutritionnelles ne sont pas des valeurs exactes et doivent être relativisées, pour les raisons suivantes :
- la formulation des produits peut varier, certaines matières premières se substituer, la qualité des matières premières peut évoluer selon la saison, certains produits peuvent sécher.
- la biodisponibilité des vitamines et des minéraux n'est pas de 100 % et varie suivant les sources. D'une manière générale, on pense que les vitamines et minéraux de source naturelle (provenant idéalement des matières premières) sont plus biodisponibles que les vitamines et composés minéraux de synthèse ajoutés[citation nécessaire].
- enfin certains composés fragiles (vitamines) se dégradent dans le temps, selon les conditions de conservation.

## Réglementation dans différents pays

### Australie et Nouvelle-Zélande
L'Australie et la Nouvelle-Zélande indiquent l'information nutritionnelle de la façon suivante :
| Portions par paquet : x     |                      |                                |
| Portion : y grammes (ou ml) |                      |                                |
|                             | Quantité par portion | Quantité par 100 g (ou 100 ml) |
| Énergie                     | n 1 kJ (n 1 Cal)     | m 1 kJ (m 1 Cal)               |
| Protéines                   | n 2 g                | n 2 g                          |
| Graisse, total              | n 3 g                | n 3 g                          |
| - Saturés                   | n 4 g                | n 4 g                          |
| Glucides                    | n 5 g                | n 5 g                          |
| - Sucres                    | n 6 g                | n 6 g                          |
| Sodium                      | n 7 mg               | n 7 mg                         |

D'autres informations sont données si nécessaire, et les unités peuvent varier.

### Canada
Au Canada, un standard d'étiquetage nutritionnel a été présenté dans le cadre de la réglementation adoptée en 2003, et est devenu obligatoire pour la plupart des produits préemballés le 12 décembre 2005.
La présentation des informations d'étiquetage et des informations nutritionnelles s'inspire largement de la réglementation en vigueur aux États-Unis. Pour la plupart des denrées alimentaires, les États-Unis exigent un tableau de valeurs nutritives (TVN) pour une portion. Les exigences canadiennes pour le TVN ont été publiées plus de 10 ans après les États-Unis et comme la science de l'alimentation a avancé entretemps, la plupart des apports journaliers recommandés (utilisés pour calculer le pourcentage de la valeur quotidienne recommandée) sont différents au Canada. Cependant, la plupart de ces différences ne touchent que les vitamines et les minéraux.
D'autres différences entre les règlements canadiens et américains ont à voir avec un contrôle renforcé de la manière dont les données du TVN sont présentées, ainsi que la possibilité d'utiliser différents formats de TVN sur un emballage. Le TVN a des exigences de forme (lettres noires sur fond blanc, police et taille de caractère, etc.) assez strictes. Il peut être bilingue en option.
Il y a beaucoup de détails dans le calcul, les arrondis, et l'affichage des éléments nutritifs.
En 2014, un projet de modification des règles est à l'étude ; il devrait uniformiser les portions pour certains produits, et rendre obligatoire l'indication des sucres et des sucres ajoutés dans le tableau.
L'étiquetage des aliments destinés à l'exportation vers les États-Unis doit parfois être modifié à cause des différences de détail entre les juridictions.

### France

Le nutri-score « A » désigne les aliments les plus sains.

La France applique la réglementation européenne et le tableau nutritionnel est obligatoire pour presque tous les aliments, conformément au Règlement 1169/2011 (voir ci-dessous).
En ce qui concerne l'étiquetage « face avant » – optionnel en plus du tableau nutritionnel – la ministre de la santé, Marisol Touraine, a souhaité en 2015 appliquer un système d'étiquetage nutritionnel avec des couleurs à l'instar du système « des feux tricolores » utilisé au Royaume-Uni. Le Nutri-score, système à 5 couleurs inspiré des travaux de Serge Hercberg de l'université Sorbonne Paris Nord, est proposé par l'INSERM.
La base de données alimentaires libre Open Food Facts calcule la note avec ce système 5 couleurs pour les produits complets dans sa base. Cet étiquetage destiné à simplifier la lecture des produits alimentaires pour aider le consommateur dans ses choix est critiqué par l'industrie agro-alimentaire qui l'estime trop simplificateur et refuse ce système 5 couleurs
En 2016, quatre systèmes d'étiquetage sont à l'étude : le système britannique, le système 5 couleurs de l'INSERM et deux systèmes proposés par les industriels. Une controverse survient à propos des conflits d'intérêts entre des membres du comité chargé de l'étude et les industriels.
Dans un rapport du 4 avril 2016, L'ANSES publie les résultats de l'étude dans un rapport du 14 février 2017, qui conclut que les deux systèmes sont fortement limités par la disponibilité des données nécessaires à leur calcul, et présentent « un niveau de preuve insuffisant pour démontrer leur pertinence au regard des enjeux de santé publique ». L'ANSES prévoit toutefois que ces travaux seront complétés par une analyse comparative en matière de nutrition, au regard des enjeux de santé publique.
Ce rapport est critiqué par la Société française de santé publique ainsi que par l’association de consommateurs UFC–Que Choisir, selon laquelle « l’intérêt informatif de l’étiquetage nutritionnel n’est plus à prouver ». Selon le quotidien Le Monde, le rapport de l'Anses souffre de problèmes de méthode, car parmi ses experts « certains entretiennent des liens financiers avec l’industrie agroalimentaire ».
À ces critiques, l’Anses affirme avoir répondu de façon scientifique, et avoir « posé des jalons pour indiquer ce que serait un bon système ». Le système Nutriscore est enfin adopté au niveau français et européen le 31 octobre 2017.
À partir de 2021, la France étudie la réalisation de nouveaux systèmes de notation des produits : par exemple l'éco-score et le planet-score. Il s'agit d'évaluer l'impact environnemental des produits alimentaires à partir des données collectées avec Agribalyse. L'éco-score a fait l'objet d'une expérimentation par le Groupe Carrefour. L'arrivée de tels systèmes est souhaitée par la clientèle, et le gouvernement a prévu de pérenniser cette pratique courant 2022. Ces notes sont en corrélation avec la somme des impacts sur l'environnement de chaque composant qui entre dans la composition du produit évalué, en suivant son cycle de vie. L'impact de l'emballage et le transport peuvent être réduits, mais plus difficilement celui de l'agriculture. Ces notations ont un inconvénient majeur, car elles désavantages l'agriculture bio : comme celle-ci est moins intensive, le poids environnemental par produit est supérieur à une agriculture intensive, selon cette perspective.

### Mexique

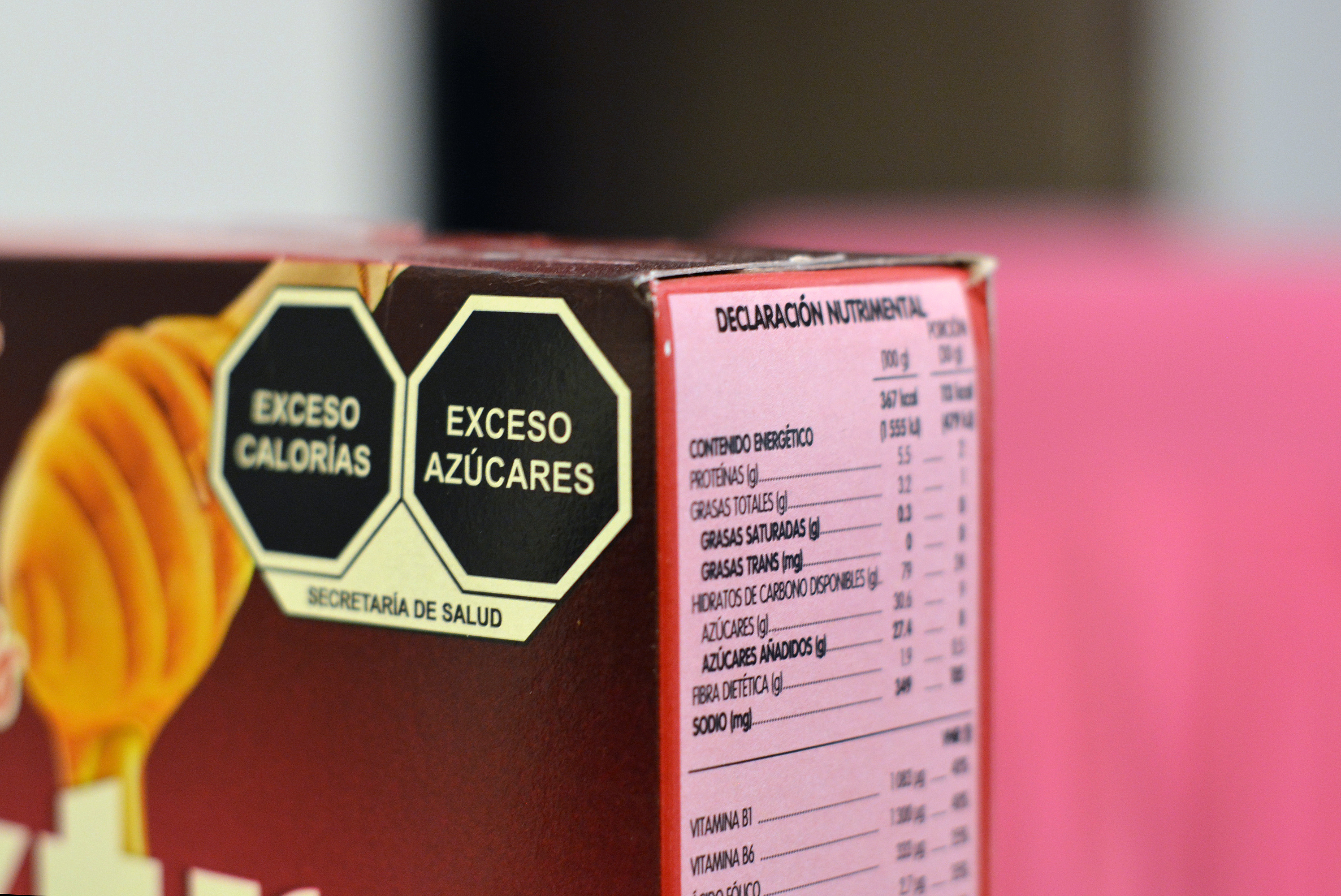
Paquet de céréales mexicain avec avertissements « excès de calories » et « excès de sucre ».

Les produits alimentaires vendus au Mexique utilisent le NOM-051-SCFI-1994. La norme officielle mexicaine, ou NOM (Norma Oficial Mexicana), a été élaboré par le secrétaire mexicain du commerce et de la promotion industrielle (Secretaría de Comercio y Fomento Industrial, ou SCFI), qui est maintenant une partie de la Secrétaire de l'économie (SECOFI). Il est entré en vigueur le 24 janvier 1996, et définit les « Spécifications générales pour l'étiquetage des aliments et de pré-mise en bouteille de boissons non alcoolisées ».
En 2020, pour lutter contre l'obésité, le Mexique a introduit des avertissements sur des aliments ayant une forte teneur en sucre, sel, graisses saturées ou calories,. Contrairement au nutri-score, ce système ne permet pas de compenser une trop forte teneur en éléments négatifs par des éléments positifs (pour changer de catégorie, par exemple en rajoutant des fibres). L'Organisation panaméricaine de la santé juge le système d'étiquettes noires plus efficace,.

### Royaume-Uni
Le Royaume-Uni a développé un système d'étiquetage nutritionnel basé sur les couleurs d'un feu tricolore (article en anglais), pour quatre types d'informations nutritionnelles : la teneur en graisses, en graisses saturées, en sucre, et en sel. Pour chaque information, une valeur faible donne une pastille verte, une valeur élevée étant représentée par une pastille rouge.

### Union européenne

#### Réglementation européenne (applicable depuis 2016): Règlement 1169/2011
La réglementation européenne sur l'étiquetage alimentaire a été modifiée pour la dernière fois en 2011, pour application en 2016, avec des nouveautés importantes :
- l'obligation d'imprimer une « déclaration nutritionnelle », c'est-à-dire un tableau d'information nutritionnel pour tous les aliments (avec quelques exceptions : compléments alimentaires, eaux minérales et naturelles, vins et spiritueux, fruits et légumes frais, etc.)[23]. Le tableau s'il est présent doit être conforme aux nouvelles exigences à partir de décembre 2014. Dans certains cas (manque de place) l'information peut être présentée sous forme linéaire.
- la possibilité de donner quelques informations nutritionnelles sélectionnées sur la face avant du produit, sous une forme fixée.
- dans la liste d'ingrédients, les allergènes doivent désormais apparaître dans une police de caractère distinctive (en gras ou en italique). Tous les allergènes, y compris ceux inclus dans des additifs ou ingrédients génériques, doivent figurer sur la liste.
- toujours dans cette liste, les matières grasses végétales doivent être explicitement énumérées.
- les caractères doivent faire au moins 0.9 mm ou 1.2 mm de hauteur, selon les cas

D'autres informations nutritionnelles figurent sur les étiquettes ou les emballages, comme la liste d'ingrédients qui doit respecter l'ordre décroissant d'importance. Si un ingrédient caractéristique est mis en avant dans la dénomination du produit, son pourcentage doit être indiqué dans la liste des ingrédients.
Certaines mentions comme "sans gluten" sont régies par un Règlement européen, d'autres comme "produit frais" ne sont pas réglementées mais font l'objet d'interprêtations nationales pour éviter les excès.

##### Information minimale
Selon la nouvelle réglementation, la déclaration nutritionnelle obligatoire inclut au minimum les 7 éléments suivants - pour 100 g ou 100 ml :
- la valeur énergétique - en kcal et en kJ ;
- la quantité de matières grasses, d’acides gras saturés, de glucides, de sucres, de protéines et de sel - en grammes.

##### Information en option
En option, la déclaration nutritionnelle peut comprendre également : les teneurs en acides gras mono-insaturés et poly-insaturés, en polyols, en amidon, en fibres, en minéraux et en vitamines (sous conditions pour les vitamines et minéraux, quantité significative).
En option également, l'indication de la quantité des nutriments par portion ou par unité de consommation (la taille de portion pouvant être déterminée par le fabricant), et l'indication de l'apport d'une portion (ou d'une unité de consommation) en pourcentage des Apports Quotidiens de Référence (AQR), le terme exact est désormais « apports de référence ». Ces valeurs sont des moyennes fixées pour un individu adulte consommant 2 000 kcal/jour. Les valeurs sont issues d'un compromis, on peut constater qu'elles ne sont pas cohérentes (la somme des énergies des nutriments n'est pas égale à la valeur recommandée pour l'énergie totale). La valeur pour le sel est un maximum. Elles ne doivent pas systématiquement être utilisées comme des objectifs nutritionnels. Par exemple le sucre fait l'objet d'avis médicaux restrictifs bien en dessous de l'apport de référence (voir Sucre#Avis_du_corps_médical).
| Apports quotidiens de référence définis par le Règlement 1169/2011 - vitamines et minéraux |          |           |        |
| Vitamine A (rétinol)                                                                       | 800 µg   | Chlorure  | 800 mg |
| Vitamine D3 (cholécalciférol)                                                              | 5 µg     | Calcium   | 800 mg |
| Vitamine E (tocophérol)                                                                    | 12 mg    | Phosphore | 700 mg |
| Vitamine K                                                                                 | 75 µg    | Magnésium | 375 mg |
| Vitamine C (acide ascorbique)                                                              | 80 mg    | Fer       | 14 mg  |
| Vitamine B1 (thiamine)                                                                     | 1,1 mg   | Zinc      | 10 mg  |
| Vitamine B2 (riboflavine)                                                                  | 1,4 mg   | Cuivre    | 1 mg   |
| Vitamine B3 (ou PP, niacine)                                                               | 16 mg    | Manganèse | 2 mg   |
| Vitamine B6 (pyridoxine)                                                                   | 1,4 mg   | Fluorure  | 3,5 mg |
| Vitamine B9 (acide folique)                                                                | 200 µg   | Sélénium  | 55 µg  |
| Vitamine B12 (cobalamine)                                                                  | 2,5 µg   | Chrome    | 40 µg  |
| Biotine                                                                                    | 50 µg    | Molybdène | 50 µg  |
| Acide pantothénique                                                                        | 6 mg     | Iode      | 150 µg |
| Potassium                                                                                  | 2 000 mg |           |        |

| Apports quotidiens de référence définis par le Règlement 1169/2011 - énergie et macro-nutriments |                      |
| Energie                                                                                          | 2000 kcal ou 8400 kJ |
| Matières grasses (total)                                                                         | 70 g                 |
| Matières grasses saturées                                                                        | 20 g                 |
| Glucides                                                                                         | 260 g                |
| Sucres                                                                                           | 90 g                 |
| Protéines                                                                                        | 50 g                 |
| Sel                                                                                              | 6 g                  |

Les informations du tableau peuvent être reprises sur la face avant, dans des "pastilles", selon les options successives suivantes :
- 1 pastille : énergie par portion
- 5 pastilles : énergie + 4 nutriments (matières grasses, saturées, sucres, sel) par portion
- 6 pastilles : les 5 précédentes + énergie pour 100 g. Les consommateurs seraient plus sensibles aux informations simplifiées de face avant qu'aux informations du tableau[24].

La manière dont les informations "face avant" apparaissent précisément sont déterminées par des réglementations nationales. Voir nutriscore

#### Allégations nutritionnelles et de santé
Les allégations nutritionnelles et de santé sont encadrées par le Règlement européen 1924/2006,. Pour les allégations nutritionnelles, par exemple, les termes « source de protéines », « riche en vitamines », « pauvre en matières grasses » qui peuvent figurer sur l'étiquette (hors du tableau) correspondent à des exigences harmonisées à l'intérieur des pays de l'U.E.
Les allégations de santé qui peuvent lier un nutriment et un effet sur la santé (mais pas un effet curatif) ont été ré-évaluées entre 2010 et 2012 par l’Autorité européenne de sécurité des aliments. Seules les nouvelles allégations de santé autorisées par l'EFSA et figurant sur une base de données européenne peuvent apparaître sur les étiquettes.

### États-Unis

#### Produits alimentaires préemballés
Aux États-Unis, l'étiquette nutritionnelle est obligatoire, elle apparaît sous la forme d'un tableau intitulé Nutrition Facts.
L'énergie est calculée en pourcentage de la valeur journalière pour un homme (2000 Calories). Les valeurs de l'apport quotidien de référence ont été fondées sur les plus hautes valeurs des Recommended Dietary Allowances (RDA) - c'est-à-dire des AJR - établies en 1968 pour chaque élément nutritif, afin d'assurer les besoins de toutes les classes de population (âge et sexe). Pour la vitamine C, vitamine D, vitamine E, vitamine K, le calcium, le phosphore, le magnésium et le manganèse, la valeur actuelle de la RDA correspond à 50 % de plus que les valeurs quotidiennes utilisées dans l'étiquetage, alors que pour d'autres éléments nutritifs la RDA a diminué.
| Éléments nutritifs     | Référence étiquetage (RDA 1968) | Valeur la plus élevée des ANC actuellement |
| ---------------------- | ------------------------------- | ------------------------------------------ |
| Vitamine A             | 5000 UI                         | 3000 UI                                    |
| Vitamine C             | 60 mg                           | 90 mg                                      |
| Calcium                | 1000 mg                         | 1300 mg                                    |
| Fer                    | 18 mg                           | 18 mg                                      |
| Vitamine D             | 400 UI                          | 600 UI                                     |
| Vitamine E             | 30 IU                           | 15 mg (33 UI de synthèse)                  |
| Vitamine K             | 80 mg                           | 120 mg                                     |
| Thiamine B1            | 1,5 mg                          | 1,2 mg                                     |
| Riboflavine B2         | 1,7 mg                          | 1,3 mg                                     |
| Niacine B3             | 20 mg                           | 16 mg                                      |
| Vitamine B6            | 2 mg                            | 1,7 mg                                     |
| Acide folique B9       | 400 mg                          | 400 mg                                     |
| Vitamine B12           | 6 mg                            | 2,4 mg                                     |
| Biotine B8             | 300 mg                          | 30 mg                                      |
| Acide pantothénique B5 | 10 mg                           | 5 mg                                       |
| Phosphore              | 1000 mg                         | 1250 mg                                    |
| Iode                   | 150 µg                          | 150 µg                                     |
| Magnésium              | 400 mg                          | 420 mg                                     |
| Zinc                   | 15 mg                           | 11 mg                                      |
| Sélénium               | 70 mg                           | 55 mg                                      |
| Cuivre                 | 2 mg                            | 900 mg                                     |
| Manganèse              | 2 mg                            | 2,3 mg                                     |
| Chrome                 | 120 μg                          | 35 μg                                      |
| Molybdène              | 75 μg                           | 45 μg                                      |
| Chlorure               | 3400 mg                         | 2300 mg                                    |

Dans certains cas, cette étiquette n'est pas exigée par la réglementation. Dans ce cas, la liste des ingrédients la remplace partiellement.
La loi a rendu l'étiquetage nutritionnel obligatoire en 1994, sauf pour les viandes et produits à base de volaille qui ne sont pas couverts par cette exigence, bien que le ministère américain de l'agriculture ait proposé une réglementation similaire permettant l'étiquetage volontaire des viandes et des volailles. Depuis 1995, les produits portent le tableau nutritionnel.
Le tableau définit premièrement la portion considérée, puis l'énergie en Calories vient ensuite, puis la répartition des éléments constitutifs : total des matières grasses, sodium, glucides et protéines, les autres nutriments peuvent être omis s'ils sont absents. Habituellement, les 15 éléments nutritifs suivants sont indiqués : les Calories, les Calories provenant des matières grasses, les matières grasses, les graisses saturées, les acides gras trans, le cholestérol, le sodium, les glucides, les fibres alimentaires, les sucres, les protéines, les vitamines A, C, le calcium et le fer.
Les valeurs de moins de 0,5 g sont arrondis à 0 g. Par exemple, si un produit contient 0,45 g de gras trans par portion, et le paquet contient 18 portions, l'étiquette indique 0 g de gras trans, même si le produit contient en fait un total de 8,1 g de gras trans.
Les produits qui prétendent être classées comme étant à faible teneur en matières grasses et à haute teneur en fibres doivent d'atteindre des définitions uniformes fixées.
La valeur nutritive sur l'étiquette apparaît actuellement sur plus de 6,5 milliards de paquets de produits alimentaires. Le Président Bill Clinton a remis un prix d'excellence pour la conception de cette étiquette nutritionnelle à Burkey Belser, à Washington, DC, en 1997.
En 2009, une cour d'appel fédérale a rejeté la demande de la New York State Restaurant Association, remettant en cause un règlement municipal de 2007 de règlement exigeant que la plupart des fast-foods et chaînes de restaurants affichent des informations nutritionnelles sur leurs menus. La règle s'applique aux restaurants qui font partie des chaînes comportant au moins 15 établissements qui font des affaires au niveau national.
Les consommateurs américains disposent également d'un outil en ligne disponible sur le web, une base de données donnant la composition détaillée de plus de 8000 aliments couramment consommés aux États-Unis.

#### Restaurants, distributeurs automatiques
Selon une nouvelle réglementation fédérale, l'information sur l'énergie deviendra obligatoire sur les menus et sur les panneaux d'affichage pour les restaurants à chaîne et les distributeurs automatiques.